# Ormyromorpha
Ormyromorpha is een geslacht van vliesvleugeligen uit de familie Pteromalidae. De wetenschappelijke naam van dit geslacht is voor het eerst geldig gepubliceerd in 1913 door Girault.

## Soorten
Het geslacht Ormyromorpha omvat de volgende soorten:
- Ormyromorpha aeneiscapus Girault, 1927
- Ormyromorpha biargentinotata (Girault, 1915)
- Ormyromorpha ciliata Girault, 1925
- Ormyromorpha glabra Girault, 1915
- Ormyromorpha petiolata Girault, 1925
- Ormyromorpha sexsetosa Girault, 1925
- Ormyromorpha silvifilia Girault, 1927
- Ormyromorpha thera (Walker, 1839)
- Ormyromorpha trifasciata Girault, 1913
- Ormyromorpha trifasciatipennis Girault, 1913